# Metaphycus babas
Metaphycus babas är en stekelart som beskrevs av Emilio Guerrieri och John S. Noyes 2000. Metaphycus babas ingår i släktet Metaphycus och familjen sköldlussteklar.
Artens utbredningsområde är Andorra. Inga underarter finns listade i Catalogue of Life.